# Home (bài hát của Gabrielle Aplin)
"Home" là một bài hát của nữ ca sĩ kiêm sáng tác người Anh Gabrielle Aplin. Bài hát do chính Aplin cùng Nick Atkinson sáng tác và do Mike Spencer sản xuất. Bài hát được phát hành dưới dạng đĩa đơn thứ 4 trích từ album phòng thu đầu tay của cô mang tên English Rain (2013) vào ngày 14 tháng 7 năm 2013 thông qua hãng Parlophone. Bài hát chỉ đạt đến vị trí thứ 48 trên UK Singles Chart.

## Video âm nhạc
Một video âm nhạc cho "Home" được phát hành vào ngày 9 tháng 6 năm 2013 trên YouTube với độ dài 4 phút 25 giây.

## Danh sách bài hát
| Tải nhạc số | Tải nhạc số | Tải nhạc số |
| STT         | Nhan đề     | Thời lượng  |
| ----------- | ----------- | ----------- |
| 1.          | "Home"      | 4:09        |

## Diễn biến trên bảng xếp hạng

### Xếp hạng tuần
| Bảng xếp hạng (2013)                     | Thứ hạng cao nhất |
| ---------------------------------------- | ----------------- |
| UK Singles (The Official Charts Company) | 48                |

## Lịch sử phát hành
| Quốc gia | Ngày phát hành      | Định dạng   | Nhãn thu âm |
| -------- | ------------------- | ----------- | ----------- |
| Anh Quốc | 14 tháng 7 năm 2013 | Tải nhạc số | Parlophone  |